# Бедлінгтонтер'єр

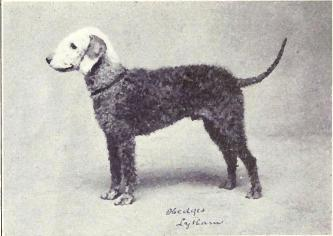

Бедлінгтонтер'єр (англ. Bedlington terrier) — порода собак, виведених у Великій Британії. Належить до групи тер'єрів, спочатку порода виводилася для полювання. Вважається рідкісною.
Близько 200 років тому з'явилися перші згадки про породу, яка тоді називалася ротберітер'єр. Бедлінгтони зародилися і розвивалися в Великій Британії, на кордоні Англії і Шотландії, і їх коріння тісно переплетені з іншим — денді-динмонт-тер'єром.